# Andralls
Andralls ist eine brasilianische Thrash-Metal-Band aus São Paulo, die im Jahr 1998 gegründet wurde. Die Band wurde nach einem Bauunglück, das im Jahr 1972 in São Paulo stattfand, benannt.

## Geschichte
Die Band wurde gegen Ende des Jahres 1998 gegründet und bestand aus dem Sänger und Gitarristen Alex Coelho, dem Gitarristen Denis Di Lallo, dem Bassisten Eddie C. und dem Schlagzeuger Gustavo Pinheiro. Anfangs coverte die Band noch Lieder von Slayer, Sepultura, Black Sabbath und Megadeth. Nachdem die Band ihre ersten eigenen Lieder entwickelt hatte, begab sie sich ein Jahr später in die Quorum Studios in São Paulo, um ihr Debütalbum Massacre, Corruption, Destruction… aufzunehmen. Die Aufnahmen fanden vom September 1999 bis August 2000 statt. Der Tonträger erschien im Jahr 2000 in Eigenveröffentlichung. Danach verließ Schlagzeuger Pinheiro die Band und wurde durch Alexandre „Xandao“ Brito ersetzt. Danach folgten Auftritte unter anderem in São Paulo, Rio de Janeiro, Brasília und Londrina. Zudem spielte die Band im September 2001 zusammen mit Judas Priest in São Paulo und Rio de Janeiro. Daraufhin wurde Marquee Records Ende 2002 auf die Band aufmerksam und nahm diese unter Vertrag. Im Februar 2003 nahm die Band daraufhin das nächste Album Force against Mind auf. Die Aufnahmen fanden im Februar 2003 in zwei Studios, in São Paulo und in Rio de Janeiro statt, unter der Leitung von Sidney Sohn Jr. von der Band Thoten und Fabiano Penna von Rebaelliun und Horned God statt. Das Album erschien Ende Juli 2003. In Europa erschien das Album bei Mausoleum Records, wobei der Tonträger noch drei Bonuslieder enthielt. Im September 2003 ging die Band zusammen mit Malevolent Creation auf Tour durch Brasilien. Im Dezember 2003 folgte das Live-Album Fasthrash Live 2003. Während die Band an ihrem dritten Album arbeitete, spielte die Gruppe auf dem Bonded by Blood Thrash Fest, an dem unter anderem auch Exodus teilnahmen. Zudem hielt sie weitere Brasilien-Auftritte im August 2004 zusammen mit Exodus ab. Im Jahr 2005 erschien das nächste Album Inner Trauma, wobei die Mausoleum-Veröffentlichung erneut mit Bonusliedern ausgestattet war. Das Album wurde zuvor im August 2004 aufgenommen und wurde erneut von Sidney Sohn Jr. produziert. Der Veröffentlichung folgte eine Tour durch Brasilien, die 30 Auftritte umfasste. Dabei spielte die Band auch auf dem Brasil Metal Union Festival. Danach ging die Band auf eine Tour durch Südamerika und spielte dabei in Chile, Peru und Paraguay. Im Jahr 2006 nahm sie ein Musikvideo zum Lied Subhuman Worms auf. Später im selben Jahr folgte die erste Europatournee und die Gruppe trat dabei auf Festivals in Italien, Deutschland, den Niederlanden, Polen und Österreich auf. Im nächsten Jahr begannen die Arbeiten zum nächsten, selbstbetitelten Album. Zudem folgte eine weitere Tour durch Brasilien. Nachdem die Band im Jahr 2008 zusammen mit Sodom und Asesino auf Tour gegangen war, beendete sie ihre Arbeiten zum Album Andralls. Daraufhin unterzeichnete die Band einen Vertrag bei Freemind Records, bzw. bei Distro Rock Records für die Veröffentlichung in Brasilien. Während das Album im Jahr 2009 erschien, verließ Sänger und Gitarrist Alex Coelho die Band und wurde durch Cléber Orsioli ersetzt. Der Veröffentlichung des Albums folgte eine Tour durch Brasilien, die 22 Auftritte umfasste. Dabei spielte die Band unter anderem zusammen mit Omen. Nachdem die Tour im November 2009 beendet worden war, erreichte die Band einen Vertrag bei dem spanischen Label Xtreem Music und bei American Line Productions für eine Veröffentlichung des Albums in Europa, Japan, den USA und Lateinamerika. Danach ging die Band 2009 auf Tour durch Europa zusammen mit Desaster und Necronomicon mit Auftritten in Italien, Spanien, Polen, Deutschland, Belgien und den Niederlanden. Nachdem die Band in ihre Heimat zurückgekehrt war, folgten dort weitere Auftritte. Von April bis Juni 2010 spielte die Band dabei in Portugal auf dem SWR Barroselas Metal Fest zusammen mit Kreator, Dying Fetus und Immolation, sowie in weiteren europäischen Ländern. Im September 2011 spielte die Band eine weitere Tour durch Brasilien und trat dabei in 15 verschiedenen Städten auf. Danach begab sie sich ins Studio, um das nächste Album aufzunehmen. Das Album wurde im Jahr 2012 unter dem Namen Breakneck veröffentlicht. Ende 2013 verließ Schlagzeuger Brito die Band.

## Stil
Laut thethrashmetalguide.com fülle die Band gut die Lücke nach Sepulturas Arise. Neben klassischem Thrash Metal, bringe die Gruppe auch moderne Elemente oder Industrial-Metal-Einflüsse, wie sie auf Massacre, Corruption, Destruction… zu hören seien, ein. Auf dem Album seien zudem auch Einflüsse von Slayer in ihrer härteren und schnelleren Schaffensperiode hörbar. Der geschriene Gesang lasse zudem Züge aus dem Hardcore Punk erkennen. Lieder wie No Chance to Escape klinge wie eine Mischung aus Thrash- und Death-Metal. Auf dem Album Force against Mind bringe die Band weiter moderne Elemente mit ein. Auch der Tonträger Inner Trauma erinnere die Gruppe wieder häufig an Slayer. Auf dem selbstbetitelten Album habe man sich wieder komplett dem klassischen, aggressiven und schnellen Thrash Metal gewidmet, sodass es vergleichbar mit Slayers Reign in Blood sei. Auch auf Breakneck könne man Slayer- und auch Sepultura-Einflüsse hören.

## Diskografie
- 2000: Massacre, Corruption, Destruction… (Album, Eigenveröffentlichung)
- 2003: Force against Mind (Album, Marquee Records)
- 2003: Fasthrash Live 2003 (Live-Album, Marquee Records)
- 2005: Inner Trauma (Album, Marquee Records)
- 2006: Noisethrash Alive (Live-Album, Mausoleum Records)
- 2009: Andralls (Album, Freemind Records / Distro Rock Records)
- 2012: Breakneck (Album, Distro Rock Records)